# La Belle Aventure (film, 1932)
Pour les articles homonymes, voir La Belle Aventure.
Pour plus de détails, voir Fiche technique et Distribution.
La Belle Aventure est un film allemand, en français, adapté de la pièce de Gaston Arman de Caillavet, Robert de Flers et Étienne Rey, réalisée par Reinhold Schünzel, sorti en 1932.

## Synopsis
Il s'agit de la version en français du film Das schöne Abenteuer.

## Fiche technique
- Titre français : La Belle Aventure
- Titre allemand : Das schöne Abenteuer
- Réalisateur : Reinhold Schünzel
- Coréalisateur de la version française : Roger Le Bon
- Scénaristes : Reinhold Schünzel et Emeric Pressburger, d'après la pièce de Gaston Arman de Caillavet, Robert de Flers et Étienne Rey
- Chef-opérateur : Fritz Arno Wagner, Robert Baberske
- Musique : Hans-Otto Borgmann, Ralph Erwin
- Société de production : UFA
- Format : noir et blanc
- Genre : Comédie
- Durée : 82 min
- Date de sortie : 
  - France : 2 décembre 1932

## Distribution
- Jean Périer : Comte d'Eguzon
- Paule Andral : Comtesse d'Eguzon
- Daniel Lecourtois : André, leur fils
- Käthe von Nagy : Hélène de Trevillac
- Lucien Baroux : Valentin Le Barroyer
- Marie-Laure : Madame de Trevillac, la grand-mère
- Jeanne Provost : Madame Serignan
- Adrien Le Gallo : Monsieur Chartrain
- Renée Fleury : Madame Chartrain
- Mauricet : Monsieur Desmignières
- Arletty : Madame Desmignières
- Charles Lorrain : Monsieur Dubois
- Robert Goupil : Monsieur Durand, le détective
- Michèle Alfa : Jeanne
- Georges Deneubourg : Docteur Pinbrache
- Lucien Callamand : Didier
- Marguerite Templey : Jeantine